# Leon Battista Alberti

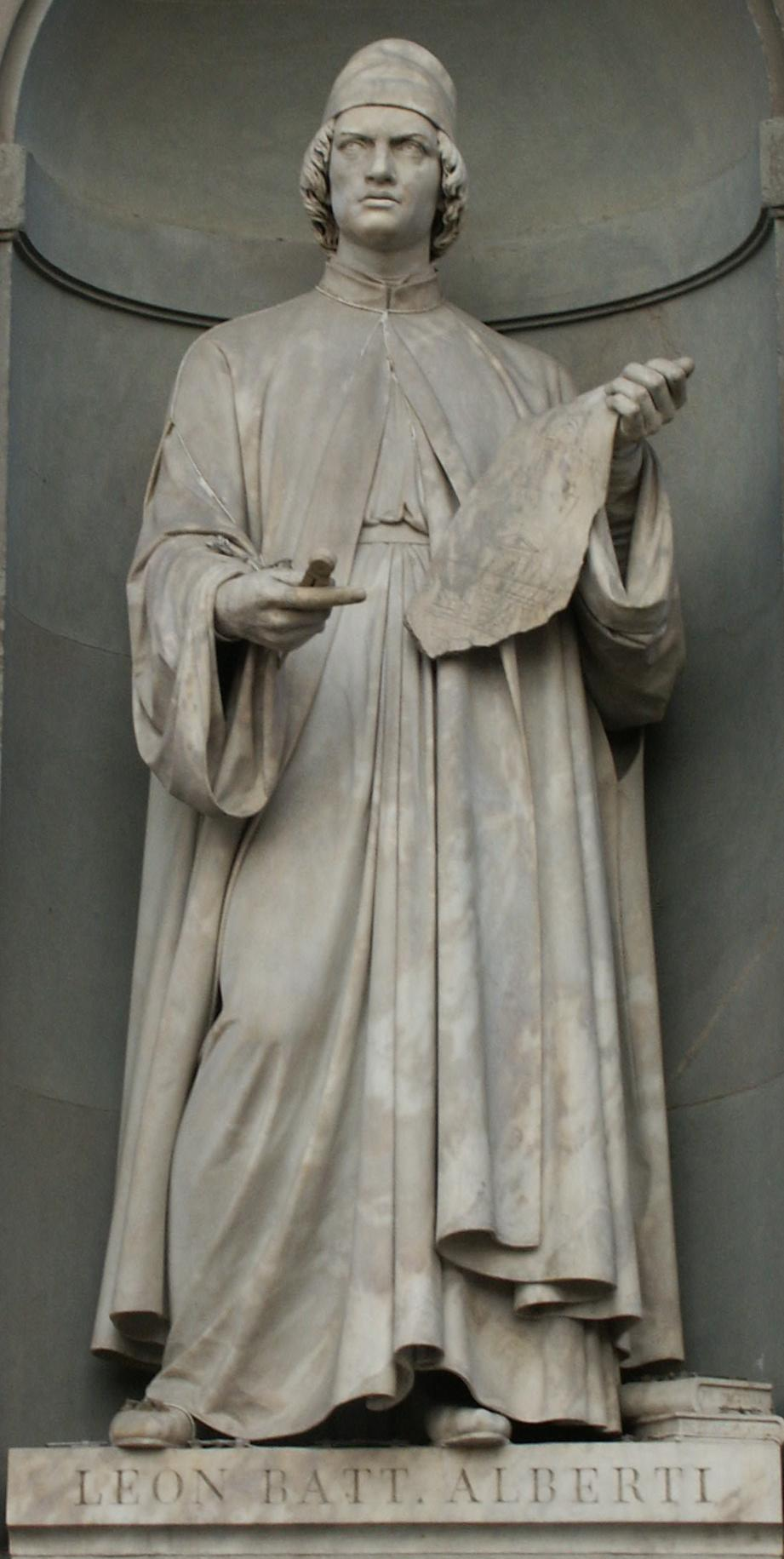
Leon Battista Alberti

Leon Battista Alberti (n. 14 februarie 1404, Genova, Republica Genova – d. 25 aprilie 1472, Roma, Statele Papale) a fost scriitor, arhitect, pictor, sculptor, filozof italian și umanist al Renașterii. În cadrul preocupărilor sale multiple se pot adăuga și lingvistica, muzica, arheologia.

## Biografia
A urmat o carieră literară ca secretar papal. Împreună cu Brunelleschi, a fost un deschizător de drum în arhitectura Renașterii. A realizat Templul Malatestian (la Rimini) cu fațada ca un arc de triumf și, chemat la Roma pentru continuarea lucrărilor la Bazilica Sf. Petru, preconizează pentru încoronarea ei o mare cupolă pe care însă n‑o va realiza el. Îi mai aparține, ca autor, Palazzo Ruccellai din Florența. Aportul lui cel mai substanțial constă însă în tratatele despre arhitectură (De re aedificatoria) cuprinzând, după exemplul lui Vitruviu, 10 cărți; Despre statuă și Trei cărți despre pictură, în care elaborează în amănunt teoria asupra perspectivei, de care se vor folosi pictorii Renașterii.
Acordând culorii un rol secundar (ca mai toți florentinii, de altfel), va pune în scrierile sale accentul pe modelarea formelor cu ajutorul clarobscurului și va opta pentru raționalism și respect pentru natură în dauna imaginației, a fanteziei și a speculațiilor abstracte. A pus astfel bazele clasicismului, curent care‑i va datora toată evoluția sa ulterioară.

## Opere

### Arhitectul

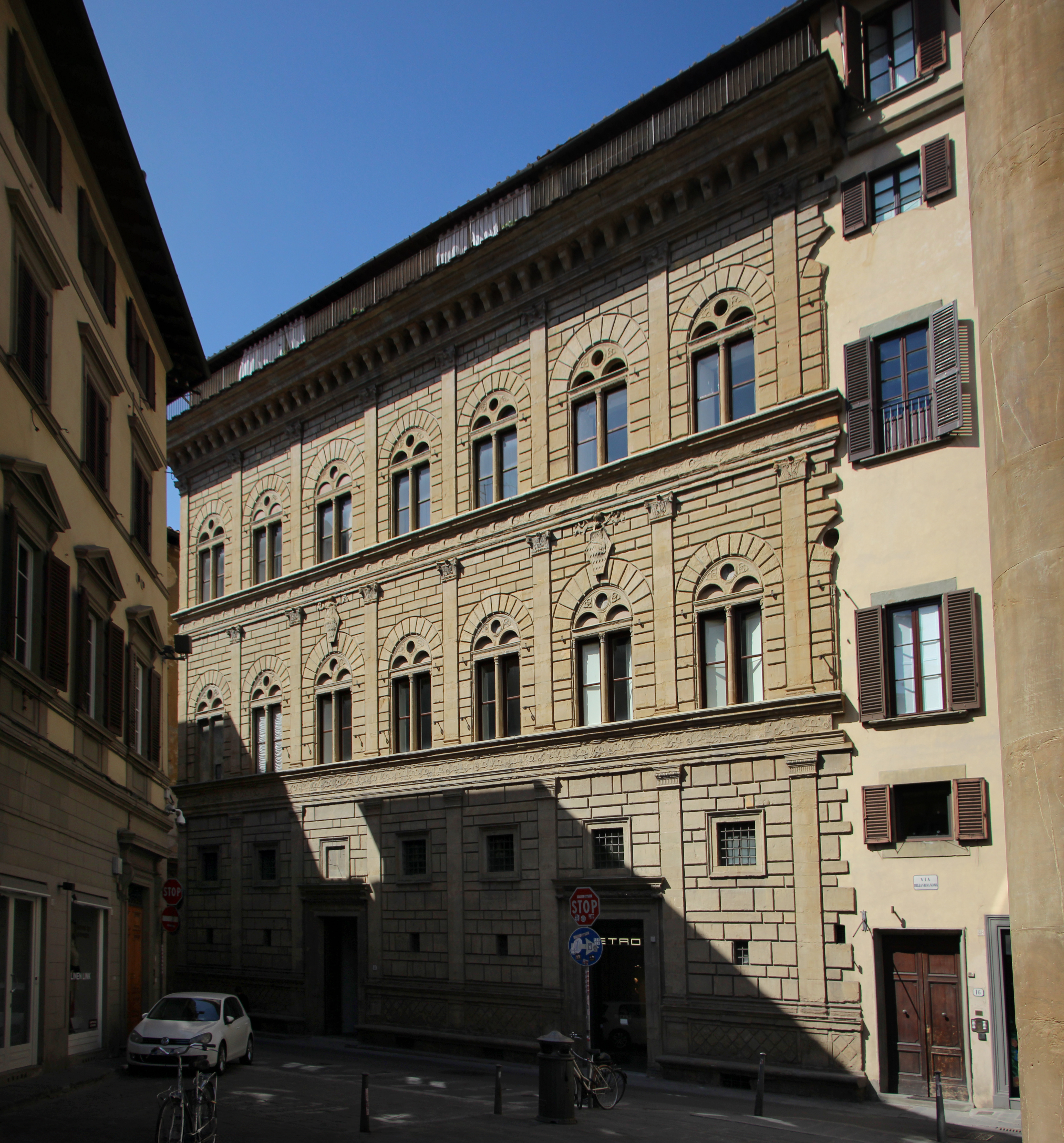
Palazzo Rucellai, Florența

#### Opere arhitecturale
- 1447 sau 1453: Tempio Malatestiano, din Rimini
- 1446 - 1451: Fațada Palatului Rucellai, Florența
- 1448 - 1470: Fațada bisericii Santa Maria Novella, Florența
- 1458 - bazilica San Sebastiano, Mantua
- 1459 - 1462: reconstrucția orașului Pienza (împreună cu arhitectul Bernardo Rossellino)
- 1467: Sepolcro Rucellai, bazilica San Pancrazio, Florența
- 1470 și apoi 1477: altarul bazilicii Santissima Annunziata, Florența
- 1471 - ?: Basilica di Sant'Andrea di Mantova

#### De Re Aedificatoria
Una dintre cele mai de seamă contribuții ale lui Alberti, a cărei influență se extinde peste secole, o constituie tratatul de arhitectură De re aedificatoria ("Arta de a construi"). Lucrarea are ca punct de plecare celebrul tratat De re architectura al arhitectului roman Vitruviu (80 sau 70 î.Hr. - 15? î.Hr.). Alte surse literare utilizate includ Platon și Aristotel.
Scrisă în latină, în anul 1450, este o lucrare foarte detaliată cuprinzând zece volume:
1. Lineamente
2. Materiale
3. Construire
4. Lucrări publice
5. Lucrări private
6. Ornamentul
7. Ornamentul clădirilor religioase
8. Ornamentul clădirilor laice
9. Ornamentul clădirilor private
10. Restaurarea clădirilor

### Matematicianul
În lucrarea Reaedificatoria libri decem (Florența, 1485), Alberti, pe lângă concepții legate de arhitectură, expune și probleme de mecanică, îndeosebi cu privire la greutăți, mecanisme, unele elemente de mașini, noțiuni de rezistența materialelor, probleme hidrotehnice etc.